# Ринов, Вилли
Вилли Людвиг Август Ринов (нем. Willi Ludwig August Rinow, 28 февраля 1907, Берлин — 29 марта 1979, Грайфсвальд) — немецкий математик, внёсший существенный вклад в дифференциальную геометрию и топологию (например, теорема Хопфа — Ринова).

## Основные публикации
- Die innere Geometrie der metrischen Räume, Springer 1961[1]
- Lehrbuch der Topologie, Berlin, Deutscher Verlag der Wissenschaften 1975
- Rinow Über Zusammenhänge der Differentialgeometrie im Großen und Kleinen, Mathematische Zeitschrift, volume 32, 1932, page 412, Dissertation